# Скандау
„Скандау“ (правилно изписване: СкандаУ) е българска музикална група –, дует, състоящ се от рапърите Тото и Лъчо.
Сред най-популярните групи в страната, „Скандау“ е носител на многобройни награди на БГ Радио и Българските хип-хоп награди.

## Музикална кариера
През 2010 г. Тото и Лъчо основават групата „Скандау“. Първият им сингъл „Хляб и сол“ излиза през 2011 година.
През 2012 година участват в телевизионното състезание „България търси талант“, където достигат до полуфиналите.
На 6 април 2019 година „Скандау“ изнасят първия си концерт в Арена Армеец София.
На 27 април 2024 година те изнасят втория си концерт в зала Арена София.

## Номинации и награди
- 2017 – Награда на „БГ радио“ за най-добър дует;
- 2017 – Българските хип-хоп награди за група на годината
- 2018 – Награда на „БГ радио“ за най-добър дует[4];
- 2018 – Българските хип-хоп награди за група на годината[5];
- 2019 – Награда на „БГ радио“ за най-добра песен, текст и дует;
- 2020 – Награда на „БГ радио“ за най-добър дует[6];
- 2021 – Награда на „БГ радио“ за най-добър дует, трио и вокална група.